# Лао (река)
Лао (итал. Lao) — река в Италии. Берёт исток на склонах массива Поллино (высочайшая вершина — Серра-Долчедорме высотой 2266 м над уровнем моря) в Луканских Апеннинах, в области Базиликата. Течёт через коммуны Виджанелло, Лаино-Борго, Папасидеро и Орсомарсо. Впадает в Тирренское море, южнее города Скалеа, в области Калабрия.
Античные авторы указывают реку как границу между Луканией и Бруттием. Птолемей и Страбон называют реку Лаос (др.-греч. Λᾶος). Плиний Старший называет реку Лаус (лат. Laus). Существовал в Лукании город Лаос (Лаус), близ устья реки, на территории коммуны Санта-Мария-дель-Чедро.
Фурийцы, которых поддерживали остальные италиоты, у города Лаос в 390/89 году до н. э. потерпели сокрушительное поражение от луканов, причём греков погибло до 10 тыс. Но наварх Лептин, посланный тираном Сиракуз Дионисием в помощь луканам, вмешался и добился в дело в пользу фурийцев и содействовал заключению мира между ними и луканами. Недовольный действиями Лептина Дионисий сместил его с постa наварха. В начале IV века до н. э. города Великой Греции Посидония и Лаос перешли в руки луканов.
В 1987 году создан заповедник Долина реки Лао. В 1993 году заповедник стал частью национального парка Поллино.